# 소나무당
소나무당은 전 인천광역시장이자 더불어민주당의 당대표였던 송영길을 중심으로 만들어진 대한민국의 정당이다.

## 주요 선거 결과

### 국회의원 선거
|  | 0% |

|  | 0.43% |

|  | 0% |